# Rose Mary Woods
Rose Mary Woods, née le 26 décembre 1917 à Sebring dans l'Ohio aux États-Unis, et morte le 22 janvier 2005 à Alliance, toujours dans l'Ohio, fut la secrétaire de Richard Nixon, entre son arrivée au Congrès en 1951 et la fin de sa carrière politique,.

## Biographie

### Jeunesse
Mary Rose Woods est née le 26 décembre 1917 à Sebring dans l'Ohio aux États-Unis, dans une maison de plain-pied de East Florida Avenue. Sa famille est issue de l'immigration irlandaise catholique et ses parents, Thomas et Mary Woods, sont démocrates. Elle a deux grands frères et deux petites sœurs.
Elle fait ses études au lycée McKinley de Sebring, dont elle sort diplômée en 1935.

### Carrière
Mary Rose Woods obtient son premier emploi chez Royal China Inc., une entreprise de poterie à Sebring appartenant à Beatrice Lucille Miller. L'entreprise emploie également son père et l'un de ses frères.
À son arrivée à Washington, elle travaille pour plusieurs agences fédérales dont le Office of Censorship pendant la Seconde Guerre mondiale. Elle rencontre Richard Nixon alors qu'elle est secrétaire à la Select House Committee on Foreign Aid et que lui est un jeune élu californien du Congrès,.

#### Carrière au service de Richard Nixon
Nixon propose à Woods un emploi en 1951, lorsqu'il est élu sénateur,. Elle reste sa secrétaire pendant toute sa carrière politique, alors qu'il est vice-président, avocat, candidat pour devenir gouverneur, puis enfin président des États-Unis. Il fit l'éloge de sa secrétaire en 1957 dans une interview, selon lui « la personne la plus importante de sa carrière après sa femme ».
Jusqu'à l'arrivée de Haldeman et de John Ehrlichman dans l'équipe de campagne présidentielle de Nixon, c'est elle qui décide de qui peut et ne peut pas rencontrer Nixon. Woods l'accompagne lors de plusieurs déplacements à l'étranger, dont son importante visite en Chine en 1972.
Après la démission de Nixon, Woods reste brièvement à la Maison-Blanche pour le nouveau président Gérald Ford, puis elle rejoint Nixon en Californie, où elle l'aide à écrire ses mémoires et peut-être également à planifier sa bibliothèque présidentielle.

#### Rôle dans le scandale du Watergate
En plein scandale du Watergate, le président Nixon se voit obligé de remettre à la justice des enregistrements qu'il a fait faire de ses conversations. Or, l'enregistrement audio du 20 juin 1972, qui pourrait prouver l'implication du président dans le cambriolage des locaux du Parti Démocrate, contient un trou de 18 minutes, avec un buzz continu rendant le contenu inaudible. Pendant l'investigation, en 1974, Woods témoigne être à l'origine de l'effacement accidentel d'entre quatre et cinq minutes de cette cassette. Elle explique qu'au cours d'un exercice de retranscription des enregistrements audio en 1973, elle aurait accidentellement appuyé à la fois sur la touche effacer et sur la touche avance rapide de l'enregistreur, qui se contrôlait par une pédale, en se penchant pour répondre au téléphone, effaçant ainsi plusieurs minutes.
La photo de Woods en train de montrer aux enquêteurs comment elle aurait effacé une partie de la bande devient célèbre et son geste est connu comme le « Rose Mary Stretch ».
Woods n'est jamais mise en examen dans cette affaire. Son témoignage est dénoncé par la société Uher (en), dont l'enregistreur est à l'origine de l'effacement, déclarant que seule une action volontaire est en cause.
Le comité d'experts conclut le 10 janvier 1974 que l'effacement est délibéré et non accidentel. Les analyses montrent que la bande fut manipulée, à au moins cinq reprises, et que ces opérations ne pouvaient être réalisées qu'en appuyant sur les interrupteurs (keyboard) de l'enregistreur.

#### Relation avec la famille Nixon
Woods est si proche de la famille Nixon qu'elle est appelée « Tante Rose » par Julie et Tricia Nixon (en), les filles du président, et qu'elle s'échange des vêtements avec la Première dame Pat Nixon.
Quand Nixon fait campagne à Akron en octobre 1968, Woods invite sa famille, dont sa nièce Brown de onze ans à l'époque, à rencontrer Nixon dans un hôtel de la ville. De plus, Woods fait don de costumes et smokings que Nixon ne porte plus à son frère, Joseph Woods, qui est à l'époque shérif dans l'Illinois.
C'est Woods qui annonce à la famille Nixon l'intention du président de démissionner le 9 août 1974.

### Décès
En 1976, elle retourne vivre en Ohio, et s'installe dans une maison de West Cambridge Street à Alliance pour être proche de ses deux sœurs et de ses neveux et nièces. 
Diagnostiquée comme malade Alzheimer, elle meurt à l'âge de 87 ans, le 22 janvier 2005, dans une maison de retraite d'Alliance,. Ses funérailles ont lieu en l'église catholique Saint Ann, proche de la maison où elle a grandi. Elle est enterrée au cimetière Grandview à Sebring, au côté des autres membres de sa famille.

### Vie privée
Woods se fiance à un homme reconnu localement pour ses talents de joueur de basket-ball, mais celui-ci décède d'une méningite rachidienne. À la mort de son fiancé, en 1943, elle déménage à Washington. Elle ne se marie jamais et n'a pas d'enfants. Cependant, pendant toute sa carrière, elle rend régulièrement visite à ses parents à Sebring.

## Distinctions
Elle est nommée parmi les 75 femmes les plus importantes des États-Unis par le Ladies' Home Journal en janvier 1971, une décennie après que le Los Angeles Times l'a nommée « Femme de l'Année ». Elle fait également la une du Time magazine le 10 décembre 1973.